# Résigny
Résigny é uma comuna francesa na região administrativa de Altos da França, no departamento de Aisne. Estende-se por uma área de 7,83 km². Em 2010 a comuna tinha 182 habitantes (densidade: 23,2 hab./km²).